# Караван смельчаков. Приключения эвоков
«Караван смельчаков. Приключения эвоков» (англ. The Ewok Adventure) — телефильм из цикла спин-оффов вселенной «Звёздные войны». Рассказывает историю борьбы эвоков с врагами, продолженную в следующем фильме, «Эвоки. Битва за Эндор» (англ. Ewoks: The Battle for Endor).

## Сюжет
История разворачивается до событий, показанных в фильме «Звёздные войны. Эпизод VI: Возвращение джедая», когда на планете Эндор совершает вынужденную посадку шаттл семьи Товани.
В надежде найти помощь, старшие члены семьи — Джермит и Катарин — отправляются в лес, на поиски возможных поселений, но попадают в плен к кровожадному чудовищу Гораксу. Их дети — Мейс и Синдел Товани — все это время прячутся в лагере, где вскоре их обнаруживают местные аборигены эвоки Дих Уорик и его сыновья, Уичи и Вилли.
Поскольку оставаться в лесу опасно, дети отправляются с новыми знакомыми к ним домой, что не очень нравится Мейсу. Синдел, несмотря на то, что эвоки говорили только на своем языке и с трудом понимали девочку, такое приглашение восприняла иначе: с момента крушения звездолета это, пожалуй, самое лучшее, что с ними случилось. Очень быстро девочка подружилась с самым младшим в семье эвоком по имени Уикет У. Уорик. Но Мейс по-прежнему не доверяет им, и однажды ночью они сбегают. Такое опрометчивое решение чуть не привело к гибели детей, когда в лесу на них напал волк-вепрь, и их в этот раз спас Уикет и его братья. Атака жуткого зверя не была случайной: это был один из питомцев Горакса, а на ошейнике Мейс обнаружил знакомый семейный браслет Товани, который был у каждого из них, и показывал состояние каждого из членов семьи.
Согласно огоньку на браслете родители были ещё живы, и эвоки решают помочь Мейсу и Сендел найти их родителей. Прежде чем отправиться в путь, Дих обратился к знахарю Логрею, который выдал каждому древние амулеты эвоков. Мейс хотел получить посох, но Логрей отдал ему невзрачный камушек, пояснив, что другие реликвии для тех эвоков, которые присоединятся к ним позднее. Мейс не придал этому значения и выбросил камушек, Уикет же заметил такой поступок мальчика и подобрал его, так на всякий случай. К «каравану храбрецов» присоединились также Каинк, эвокская целительница, и дровосек Чукха-Трок.
Хотя Мейс стал лучше относиться к своим спутникам, он по-прежнему вел себя как ребёнок, и потому все время попадал в различные истории. Так однажды на него напал древесный червь, а в другой раз он оказался в речной ловушке, когда некое силовое поле не позволяло ему выплыть на поверхность. В таких ситуациях ему на помощь всегда приходили эвоки.
Однажды ночью «караван храбрецов» встретил Изрину — королеву крошечных светящихся существ, способных летать с огромной скоростью, которая решила присоединиться к эвокам.
Путь к горе Горакса пролегал и через горы и пустыни, степи и бурные реки, но в конце концов группа отчаянных путешественников подошла к дому ужасного великана, но входа нигде не было видно.
Эвокам требовался камушек, амулет, который дали Мейсу, только с его помощью можно было обнаружить пещеру. Уикет приберег амулетик, и вся команда сумела пройти внутрь, где их ждали новые опасности. В то время как Синдел и Уикет остались снаружи, остальные попытались перебраться по паутине через пропасть, где их чуть было не слопал огромный паук.
Мейс не мог обрадоваться, когда нашёл родителей, целых и невредимых. Однако они сидели в клетке, висевшей под потолком, и достать их никак не удавалось, впрочем эвоки и здесь пришли на помощь. Уйти незамеченными им не удалось, голодный Горакс решил, что пришло время отобедать и заметил эвоков. Чукха-Трок попытался задержать огромного монстра, пока остальные перебирались по паутине через пропасть. Отчасти ему помогала Изрина, отвлекая его внимание, однако это не спасло дровосека, когда Горакс свалил несколько каменных глыб на беззащитного эвока.
Мейс не мог поверить, что тот, к кому он уже настолько привык, погиб прямо у него на глазах. Перед смертью Чукха-Трок передал Мейсу свой топор… Когда с Гораксом было покончено, семья воссоединилась вновь, всем не терпелось вернуться домой, где «караван храбрецов» встречали как героев, и в их честь устроили пир.

## Факты
- Хотя фильм «Эвоки: Караван смельчаков» относится ко вселенной Звёздных войн, в нём присутствует много, что заимствовано из нашего мира, например пони. Вопрос «Откуда они взялись?» не раз задавался поклонниками Саги, и на официальном сайте Звёздных войн говорилось, что животные носят иные, отличные от земных, названия, такие как бордоки и гуапас.
- Имя одного из главных героев — Мейс, что, вероятно связано с тем, что некогда Дж. Лукас хотел сделать главным героем своих фильмов Мейса.

## Критика и оценки
Данный телевизионный фильм ориентирован в первую очередь на детскую аудиторию. Сюжетная линия в простой манере стремится донести до детей идеи важности семейных отношений, цену дружбы, доброты и нахождения мужества, чтобы стать лицом к лицу с невзгодами. Наличие рассказчика — Берла Айвза — подтверждает тот факт, что это детская история, которую можно рассказать перед сном. Его голос можно сравнить с рассказчиком историй в детском лагере, спокойным и успокаивающим. Качество же и эпическая сторона телефильма далеки от известных кинофильмов саги «Звёздных войн».
Работа молодой актрисы Обри Миллер была высоко оценена критиками. Она почти затмевает собой всех эвоков, хотя они всё равно остаются в центре внимания фильма. Они умны, обладают чувством юмора и способны преодолеть трудности, с которыми сталкиваются в своём мире, без использования технологий.
Критические замечания рецензентов касаются в первую очередь игры актёров. Дети, исполнявшие роли, были названы слишком маленькими, чтобы играть в фильме. Костюмы эвоков не предполагали отображение какой-то мимики на лице во время произнесения ими текста, что привело к отсутствию каких-либо визуальных эмоций. Так как большинство персонажей не говорят по-английски, использование рассказчика в фильме было важным моментом. Несмотря на это, актёру Уорвику Дэвису, сыгравшему в эпизоде VI киносаги и исполнившему и здесь свою роль Викета (Wicket Wystri Warrick), по-прежнему удаётся передать эмоции и мягкие жесты. Отсутствие новых фантастических существ и присутствие множества земных животных также были названы в числе негативных моментов фильма.
Критики также рассматривали проблему внятности сюжетного места этого фильма в последовательности кинопроизведений по вселенной «Звёздных войн». Его действие, как предполагается, происходит до событий «Возвращения джедая». Но эвоки в нём понимают человеческие слова, особенно Викет, который проводит много времени с Синдел. Однако когда Лея Органа в шестом эпизоде встречается с эвоками, они абсолютно не понимают её речь. Кроме того, в телевизионном фильме эвоки помогают людям, в то время как в «Возвращении джедая» Логрэй хочет принести их в жертву. Официальный сайт Star Wars поясняет эти моменты следующим образом: язык, на котором идёт общение в фильме, не является тем всеобщим языком, на котором с ними впоследствии пыталась говорить Лея, а Логрэй стал плохо относиться к людям из-за наличия на планете имперских солдат.